# 上宝村立蔵柱中学校
上宝村立蔵柱中学校（かみたからそんりつ くらはしらちゅうがっこう）は、岐阜県吉城郡上宝村（現・高山市）に存在した公立中学校。

## 概要
- 上宝村東部の中学校であり、蔵柱小学校に併設され、蔵柱小中学校とも称した。

## 沿革
- 1947年（昭和22年）4月 - 上宝村立上宝第三小学校に併設して、上宝村立第一中学校蔵柱分校を設置。
- 1948年（昭和23年）4月 - 独立し、上宝村立第三中学校となる。上宝第三小学校に併設。
- 1949年（昭和24年） - 中学校校舎が完成。
- 1959年（昭和34年）4月 - 上宝村立蔵柱中学校に改称する。蔵柱小学校[注釈 2]に併設。
- 1964年（昭和39年）3月 - 本郷中学校に統合され廃校。本郷中学校蔵柱分室となる。
- 1965年（昭和40年）3月 - 蔵柱分室を廃止。